# Giải quần vợt Úc Mở rộng 2013
Giải quần vợt Úc Mở rộng 2013 là một giải Grand Slam quần vợt được tổ chức tại thành phố Melbourne, nước Úc từ ngày 14 tháng 1 đến ngày 28 tháng 1 năm 2013, đây là lần thứ 101 giải được tổ chức.
Tay vợt nam Rafael Nadal không thể tham dự giải đấu này vì chưa bình phục chấn thương hoàn toàn. Hai tay vợt đương kim vô địch ở 2 nội dung đơn nam Novak Djokovic và đơn nữ Victoria Azarenka đã bảo vệ thành công chức vô địch của mình.

## Tính điểm và giải thưởng

### Senior
| Trận    | W    | F    | SF  | QF  | V.16 | V.32 | V.64 | V.128 | Q  | Q3 | Q2 | Q1 |
| Đơn nam | 2000 | 1200 | 720 | 360 | 180  | 90   | 45   | 10    | 25 | 16 | 8  | 0  |
| Đôi nam | 2000 | 1200 | 720 | 360 | 180  | 90   | 0    | —     | —  | —  | —  | —  |
| Đơn nữ  | 2000 | 1400 | 900 | 500 | 280  | 160  | 100  | 5     | 60 | 50 | 40 | 2  |
| Đôi nữ  | 2000 | 1400 | 900 | 500 | 280  | 160  | 5    | —     | —  | —  | —  | —  |

#### Junior
| Trận    | W   | F   | SF  | QF | V.16 | V.32 | Q  | Q3 |
| Đơn nam | 250 | 180 | 120 | 80 | 50   | 30   | 25 | 20 |
| Đơn nữ  | 250 | 180 | 120 | 80 | 50   | 30   | 25 | 20 |
| Đôi nam | 180 | 120 | 80  | 50 | 30   | —    | —  | —  |
| Đôi nữ  | 180 | 120 | 80  | 50 | 30   | —    | —  | —  |

#### Xe lăn
|          | Đơn nam | Đôi nam | Đơn nữ | Đôi nữ | Đơn Quad | Đôi Quad |
| -------- | ------- | ------- | ------ | ------ | -------- | -------- |
| Vô địch  | 800     | 800     | 800    | 800    | 800      | 800      |
| Hạng nhì | 500     | 500     | 500    | 500    | 500      | 100      |
| Hạng 3   | 375     | 100     | 375    | 100    | 375      | —        |
| Hạng 4   | 100     | —       | 100    | —      | 100      | —        |

### Tiền thưởng
Giải quần vợt Úc Mở rộng 2013 có tiền thưởng tăng đáng kể so với năm trước, với tổng số là 30 triệu đô-la Úc, trở thành giải đấu trả thưởng cao nhất mọi thời đại.
| Trận           | W          | F          | SF       | QF       | V.16     | V.32    | V.64    | V.128   | Q3      | Q2     | Q1     |
| Đơn            | $2,430,000 | $1,215,000 | $500,000 | $250,000 | $125,000 | $71,000 | $45,500 | $27,600 | $13,120 | $6,560 | $3,280 |
| Đôi *          | $475,000   | $237,500   | $118,750 | $60,000  | $33,500  | $19,500 | $12,500 | —       | —       | —      | —      |
| Đôi phối hợp * | $135,500   | $67,500    | $33,900  | $15,500  | $7,800   | $3,800  | —       | —       | —       | —      | —      |

* cho mỗi đội

## Giải đấu đơn
Đơn nam
| Vô địch                     | Vô địch                | Giải nhì                   | Giải nhì                 |
| --------------------------- | ---------------------- | -------------------------- | ------------------------ |
| Novak Djokovic [1]          | Novak Djokovic [1]     | Andy Murray [3]            | Andy Murray [3]          |
| Loại ở bán kết              |                        |                            |                          |
| David Ferrer [4]            | David Ferrer [4]       | Roger Federer [2]          | Roger Federer [2]        |
| Loại ở tứ kết               |                        |                            |                          |
| Tomáš Berdych [5]           | Nicolás Almagro [10]   | Jérémy Chardy              | Jo-Wilfried Tsonga [7]   |
| Loại ở vòng thứ 4           |                        |                            |                          |
| Stanislas Wawrinka [15]     | Kevin Anderson         | Kei Nishikori [16]         | Janko Tipsarević [8]     |
| Andreas Seppi [21]          | Gilles Simon [14]      | Richard Gasquet [9]        | Milos Raonic [13]        |
| Loại ở vòng thứ 3           |                        |                            |                          |
| Radek Štěpánek [31]         | Sam Querrey [20]       | Fernando Verdasco [22]     | Jürgen Melzer [26]       |
| Marcos Baghdatis [28]       | Evgeny Donskoy         | Jerzy Janowicz [24]        | Julien Benneteau [32]    |
| Juan Martín del Potro [6]   | Marin Čilić [12]       | Gaël Monfils               | Ričardas Berankis (Q)    |
| Blaž Kavčič                 | Ivan Dodig             | Philipp Kohlschreiber [17] | Bernard Tomic            |
| Loại ở vòng thứ 2           |                        |                            |                          |
| Ryan Harrison               | Feliciano López        | Brian Baker                | Tobias Kamke             |
| Andrey Kuznetsov            | Xavier Malisse         | Roberto Bautista-Agut      | Guillaume Rufin          |
| Tim Smyczek (LL)            | Tatsuma Ito            | Mikhail Youzhny [23]       | Carlos Berlocq           |
| Daniel Gimeno-Traver        | Somdev Devvarman (PR)  | Édouard Roger-Vasselin     | Lukáš Lacko              |
| Benjamin Becker             | Marcel Granollers [30] | Denis Istomin              | Rajeev Ram (Q)           |
| Jesse Levine                | Lu Yen-hsun            | Florian Mayer [25]         | João Sousa               |
| Go Soeda                    | James Duckworth (WC)   | Jarkko Nieminen            | Alejandro Falla          |
| Lukáš Rosol                 | Amir Weintraub (Q)     | Daniel Brands (Q)          | Nikolay Davydenko        |
| Loại ở vòng đầu             |                        |                            |                          |
| Paul-Henri Mathieu          | Santiago Giraldo       | Arnau Brugués-Davi (Q)     | Viktor Troicki           |
| Daniel Muñoz de la Nava (Q) | Alex Bogomolov, Jr.    | Flavio Cipolla             | Cedrik-Marcel Stebe (Q)  |
| Juan Mónaco [11]            | Paolo Lorenzi          | Pablo Andújar              | David Goffin             |
| Mikhail Kukushkin           | Fabio Fognini          | Julian Reister (Q)         | Michael Russell          |
| Olivier Rochus              | Ivo Karlović           | John Millman (WC)          | Albert Ramos             |
| Matthew Ebden               | Adrian Ungur           | Maxime Authom (Q)          | Victor Hănescu           |
| Steve Johnson (Q)           | Łukasz Kubot           | Björn Phau                 | Simone Bolelli           |
| Grigor Dimitrov             | Ruben Bemelmans (Q)    | Gilles Müller              | Lleyton Hewitt           |
| Adrian Mannarino (Q)        | Aljaž Bedene           | Adrián Menéndez (Q)        | Grega Žemlja             |
| Horacio Zeballos            | Igor Sijsling          | Guillermo García-López     | Marinko Matosevic        |
| Filippo Volandri            | Tommy Robredo (PR)     | Rubén Ramírez Hidalgo      | Alexandr Dolgopolov [18] |
| Rhyne Williams (WC)         | Sergiy Stakhovsky      | John-Patrick Smith (WC)    | Robin Haase              |
| Michaël Llodra              | Luke Saville (WC)      | Benjamin Mitchell (WC)     | Thomaz Bellucci [29]     |
| Tommy Haas [19]             | Wu Di (WC)             | Josselin Ouanna (WC)       | Albert Montañés          |
| Jan Hájek                   | Jamie Baker (Q)        | Guido Pella                | Steve Darcis             |
| Martin Kližan [27]          | Leonardo Mayer         | Dudi Sela (Q)              | Benoît Paire             |

Đơn nữ
| Vô địch                       | Vô địch                 | Giải nhì                | Giải nhì                      |
| ----------------------------- | ----------------------- | ----------------------- | ----------------------------- |
| Victoria Azarenka [1]         | Victoria Azarenka [1]   | Li Na [6]               | Li Na [6]                     |
| Loại ở bán kết                |                         |                         |                               |
| Sloane Stephens [29]          | Sloane Stephens [29]    | Maria Sharapova [2]     | Maria Sharapova [2]           |
| Loại ở tứ kết                 |                         |                         |                               |
| Svetlana Kuznetsova           | Serena Williams [3]     | Agnieszka Radwańska [4] | Ekaterina Makarova [19]       |
| Loại ở vòng thứ 4             |                         |                         |                               |
| Elena Vesnina                 | Caroline Wozniacki [10] | Maria Kirilenko [14]    | Bojana Jovanovski             |
| Julia Görges [18]             | Ana Ivanovic [13]       | Angelique Kerber [5]    | Kirsten Flipkens              |
| Loại ở vòng thứ 3             |                         |                         |                               |
| Jamie Hampton                 | Roberta Vinci [16]      | Lesia Tsurenko (Q)      | Carla Suárez Navarro          |
| Ayumi Morita                  | Yanina Wickmayer [20]   | Kimiko Date-Krumm       | Laura Robson                  |
| Sorana Cîrstea [27]           | Zheng Jie               | Jelena Janković [22]    | Heather Watson                |
| Madison Keys (WC)             | Marion Bartoli [11]     | Valeria Savinykh (Q)    | Venus Williams [25]           |
| Loại ở vòng thứ 2             |                         |                         |                               |
| Eleni Daniilidou              | Luksika Kumkhum (Q)     | Varvara Lepchenko [21]  | Akgul Amanmuradova (Q)        |
| Donna Vekić                   | Daria Gavrilova (Q)     | Hsieh Su-wei [26]       | Yulia Putintseva (Q)          |
| Garbiñe Muguruza              | Annika Beck             | Jana Čepelová           | Peng Shuai                    |
| Shahar Pe'er                  | Lucie Šafářová [17]     | Kristina Mladenovic     | Petra Kvitová [8]             |
| Olga Govortsova               | Kristýna Plíšková       | Romina Oprandi          | Samantha Stosur [9]           |
| Chiêm Vịnh Nhiên (Q)          | Maria João Koehler (Q)  | Ksenia Pervak           | Irina-Camelia Begu            |
| Lucie Hradecká                | Tamira Paszek [30]      | Stéphanie Foretz Gacon  | Vesna Dolonc (Q)              |
| Dominika Cibulková [15]       | Klára Zakopalová [23]   | Alizé Cornet            | Misaki Doi                    |
| Loại ở vòng đầu               |                         |                         |                               |
| Monica Niculescu              | Karolína Plíšková       | Sofia Arvidsson         | Urszula Radwańska [31]        |
| Polona Hercog                 | Caroline Garcia (WC)    | Mathilde Johansson      | Silvia Soler Espinosa         |
| Sabine Lisicki                | Andrea Hlaváčková       | Lauren Davis            | Anastasia Pavlyuchenkova [24] |
| Lara Arruabarrena Vecino      | Lourdes Domínguez Lino  | Christina McHale        | Sara Errani [7]               |
| Edina Gallovits-Hall          | Magdalena Rybáriková    | Anna Tatishvili         | Yaroslava Shvedova [28]       |
| Jarmila Gajdošová (WC)        | Gréta Arn (Q)           | Rebecca Marino (PR)     | Vania King                    |
| Nadia Petrova [12]            | Alexandra Panova        | María Teresa Torró Flor | Mirjana Lučić-Baroni          |
| Simona Halep                  | Timea Babos             | Melanie Oudin           | Francesca Schiavone           |
| Sesil Karatantcheva           | Pauline Parmentier      | Sacha Jones (WC)        | Coco Vandeweghe               |
| Vera Dushevina                | Tsvetana Pironkova      | Zhang Yuxuan (WC)       | Chang Kai-chen                |
| Melinda Czink                 | Daniela Hantuchová      | Karin Knapp (Q)         | Johanna Larsson               |
| Mona Barthel [32]             | Alexandra Cadanțu       | Arantxa Rus             | Bojana Bobusic (WC)           |
| Elina Svitolina               | Kiki Bertens            | Casey Dellacqua         | Stefanie Vögele               |
| Michelle Larcher de Brito (Q) | Camila Giorgi           | Olivia Rogowska (WC)    | Anabel Medina Garrigues       |
| Ashleigh Barty (WC)           | Mandy Minella           | Nina Bratchikova        | Chanelle Scheepers            |
| Galina Voskoboeva             | Marina Erakovic         | Petra Martić            | Olga Puchkova                 |

## Danh sách hạt giống

### Đơn nam
| Sd | XH | Tay vợt               | Số điểm | Số điểm bảo vệ | Số điểm thắng | Số điểm mới | Trạng thái                                                  |
| -- | -- | --------------------- | ------- | -------------- | ------------- | ----------- | ----------------------------------------------------------- |
| 1  | 1  | Novak Djokovic        | 12,920  | 2,000          | 2,000         | 12,920      | Vô địch, chiến thắng trận chung kết đổi thủ Andy Murray [3] |
| 2  | 2  | Roger Federer         | 10,265  | 720            | 720           | 10,265      | Bán kết thua Andy Murray [3]                                |
| 3  | 3  | Andy Murray           | 8,000   | 720            | 1,200         | 8,480       | Về nhì, thua Novak Djokovic [1]                             |
| 4  | 5  | David Ferrer          | 6,505   | 360            | 720           | 6,865       | Semifinals lost to Novak Djokovic [1]                       |
| 5  | 6  | Tomáš Berdych         | 4,680   | 360            | 360           | 4,680       | Quarterfinals lost to Novak Djokovic [1]                    |
| 6  | 7  | Juan Martín del Potro | 4,480   | 360            | 90            | 4,210       | Third Round lost to Jérémy Chardy                           |
| 7  | 8  | Jo-Wilfried Tsonga    | 3,375   | 180            | 360           | 3,555       | Quarterfinals lost to Roger Federer [2]                     |
| 8  | 9  | Janko Tipsarević      | 3,090   | 90             | 180           | 3,180       | Fourth Round lost to Nicolás Almagro [10]                   |
| 9  | 10 | Richard Gasquet       | 2,720   | 180            | 180           | 2,720       | Fourth Round lost to Jo-Wilfried Tsonga [7]                 |
| 10 | 11 | Nicolás Almagro       | 2,515   | 180            | 360           | 2,695       | Quarterfinals lost to David Ferrer [4]                      |
| 11 | 12 | Juan Mónaco           | 2,430   | 10             | 10            | 2,430       | First Round lost to Andrey Kuznetsov                        |
| 12 | 14 | Marin Čilić           | 2,210   | 0              | 90            | 2,300       | Third Round lost to Andreas Seppi [21]                      |
| 13 | 15 | Milos Raonic          | 2,175   | 90             | 180           | 2,265       | Fourth Round lost to Roger Federer [2]                      |
| 14 | 16 | Gilles Simon          | 2,145   | 45             | 180           | 2,280       | Fourth Round lost to Andy Murray [3]                        |
| 15 | 17 | Stanislas Wawrinka    | 1,900   | 90             | 180           | 1,990       | Fourth Round lost to Novak Djokovic [1]                     |
| 16 | 18 | Kei Nishikori         | 1,870   | 360            | 180           | 1,690       | Fourth Round lost to David Ferrer [4]                       |
| 17 | 19 | Philipp Kohlschreiber | 1,830   | 180            | 90            | 1,740       | Third Round lost to Milos Raonic [13]                       |
| 18 | 20 | Alexandr Dolgopolov   | 1,750   | 90             | 10            | 1,670       | First Round lost to Gaël Monfils                            |
| 19 | 21 | Tommy Haas            | 1,720   | 45             | 10            | 1,685       | First Round lost to Jarkko Nieminen                         |
| 20 | 22 | Sam Querrey           | 1,650   | 45             | 90            | 1,695       | Third Round lost to Stanislas Wawrinka [15]                 |
| 21 | 23 | Andreas Seppi         | 1,595   | 10             | 180           | 1,765       | Fourth Round lost to Jérémy Chardy                          |
| 22 | 24 | Fernando Verdasco     | 1,445   | 10             | 90            | 1,525       | Third Round lost to Kevin Anderson                          |
| 23 | 25 | Mikhail Youzhny       | 1,335   | 10             | 45            | 1,370       | Second Round lost to Evgeny Donskoy                         |
| 24 | 26 | Jerzy Janowicz        | 1,299   | 0              | 90            | 1,389       | Third Round lost to Nicolas Almagro [10]                    |
| 25 | 28 | Florian Mayer         | 1,215   | 0              | 45            | 1,260       | Second Round lost to Ričardas Berankis (Q)                  |
| 26 | 29 | Jürgen Melzer         | 1,177   | 10             | 90            | 1,257       | Third Round lost to Tomáš Berdych [5]                       |
| 27 | 30 | Martin Kližan         | 1,175   | 20             | 10            | 1,165       | First Round lost to Daniel Brands [Q]                       |
| 28 | 31 | Marcos Baghdatis      | 1,115   | 45             | 90            | 1,160       | Third Round lost to David Ferrer [4]                        |
| 29 | 32 | Thomaz Bellucci       | 1,112   | 45             | 10            | 1,077       | First Round lost to Blaz Kavčič                             |
| 30 | 33 | Radek Štěpánek        | 1,110   | 10             | 90            | 1,190       | Third Round lost to Novak Djokovic [1]                      |
| 31 | 34 | Marcel Granollers     | 1,125   | 45             | 45            | 1,125       | Second Round lost to Jérémy Chardy                          |
| 32 | 35 | Julien Benneteau      | 1,075   | 90             | 90            | 1,075       | Third Round lost to Janko Tipsarević [8]                    |

##### Tay vợt bỏ cuộc (Đơn nam)
| Xếp hạng | Tay vợt      | Điểm  | Điểm cần bảo vệ | Điểm thắng | Điểm sau giải đấu | Đã rút lui do       |
| -------- | ------------ | ----- | --------------- | ---------- | ----------------- | ------------------- |
| 4        | Rafael Nadal | 6,600 | 1,200           | 0          | 5,400             | Virus dạ dày        |
| 13       | John Isner   | 2,215 | 90              | 0          | 2,125             | Chấn thương đầu gối |
| 27       | Mardy Fish   | 1,255 | 45              | 0          | 1,210             | Lý do sức khoẻ      |

### Đơn nữ
| Sd | XH | Tay vợt                  | Số điểm | Số điểm bảo vệ | Số điểm thắng | Số điểm mới | Trạng thái                                     |
| -- | -- | ------------------------ | ------- | -------------- | ------------- | ----------- | ---------------------------------------------- |
| 1  | 1  | Victoria Azarenka        | 10,325  | 2,000          | 2,000         | 10,325      | Champion, won in the final against Li Na [6]   |
| 2  | 2  | Maria Sharapova          | 10,045  | 1,400          | 900           | 9,545       | Semifinals lost to Li Na [6]                   |
| 3  | 3  | Serena Williams          | 9,750   | 280            | 500           | 9,970       | Quarterfinals lost to Sloane Stephens [29]     |
| 4  | 4  | Agnieszka Radwańska      | 7,750   | 500            | 500           | 7,750       | Quarterfinals lost to Li Na [6]                |
| 5  | 5  | Angelique Kerber         | 5,575   | 160            | 280           | 5,695       | Fourth Round lost to Ekaterina Makarova [19]   |
| 6  | 6  | Li Na                    | 5,135   | 280            | 1,400         | 6,255       | Runner-up, Final lost to Victoria Azarenka [1] |
| 7  | 7  | Sara Errani              | 5,100   | 500            | 5             | 4,605       | First Round lost to Carla Suárez Navarro       |
| 8  | 8  | Petra Kvitová            | 5,085   | 900            | 100           | 4,285       | Second Round lost to Laura Robson              |
| 9  | 9  | Samantha Stosur          | 4,135   | 5              | 100           | 4,230       | Second Round lost to Zheng Jie                 |
| 10 | 10 | Caroline Wozniacki       | 3,765   | 500            | 280           | 3,545       | Fourth Round lost to Svetlana Kuznetsova       |
| 11 | 11 | Marion Bartoli           | 3,740   | 160            | 160           | 3,740       | Third Round lost to Ekaterina Makarova [19]    |
| 12 | 12 | Nadia Petrova            | 3,040   | 100            | 5             | 2,945       | First Round lost to Kimiko Date-Krumm          |
| 13 | 13 | Ana Ivanović             | 2,841   | 280            | 280           | 2,841       | Fourth Round lost to Agnieszka Radwańska [4]   |
| 14 | 14 | Maria Kirilenko          | 2,570   | 160            | 280           | 2,690       | Fourth Round lost to Serena Williams [3]       |
| 15 | 15 | Dominika Cibulková       | 2,695   | 100            | 100           | 2,695       | Second Round lost to Valeria Savinykh [Q]      |
| 16 | 16 | Roberta Vinci            | 2,525   | 100            | 160           | 2,585       | Third Round lost to Elena Vesnina              |
| 17 | 17 | Lucie Šafářová           | 2,065   | 5              | 100           | 2,160       | Second Round lost to Bojana Jovanovski         |
| 18 | 18 | Julia Goerges            | 1,965   | 280            | 280           | 1,965       | Fourth Round lost to Li Na [6]                 |
| 19 | 19 | Ekaterina Makarova       | 1,881   | 500            | 500           | 1,881       | Quarterfinals lost to Maria Sharapova [2]      |
| 20 | 20 | Yanina Wickmayer         | 1,680   | 5              | 160           | 1,835       | Third Round lost to Maria Kirilenko [14]       |
| 21 | 21 | Varvara Lepchenko        | 1,835   | 60             | 100           | 1,870       | Second Round lost to Elena Vesnina             |
| 22 | 22 | Jelena Janković          | 1,751   | 280            | 160           | 1,631       | Third Round lost to Ana Ivanović [13]          |
| 23 | 23 | Klára Zakopalová         | 1,705   | 5              | 100           | 1,800       | Second Round lost to Kirsten Flipkens          |
| 24 | 24 | Anastasia Pavlyuchenkova | 1,690   | 100            | 5             | 1,595       | First Round lost to Lesia Tsurenko [Q]         |
| 25 | 25 | Venus Williams           | 1,650   | 0              | 160           | 1,810       | Third Round lost to Maria Sharapova [2]        |
| 26 | 26 | Hsieh Su-wei             | 1,636   | 40             | 100           | 1,696       | Second Round lost to Svetlana Kuznetsova       |
| 27 | 27 | Sorana Cîrstea           | 1,565   | 160            | 160           | 1,565       | Third Round lost to Li Na [6]                  |
| 28 | 28 | Yaroslava Shvedova       | 1,583   | 2              | 5             | 1,586       | First Round lost to Annika Beck                |
| 29 | 29 | Sloane Stephens          | 1,666   | 100            | 900           | 2,466       | Semifinals lost to Victoria Azarenka [1]       |
| 30 | 30 | Tamira Paszek            | 1,523   | 5              | 100           | 1,618       | Second Round lost to Madison Keys [WC]         |
| 31 | 31 | Urszula Radwańska        | 1,490   | 100            | 5             | 1,395       | First Round lost to Jamie Hampton              |
| 32 | 32 | Mona Barthel             | 1,380   | 160            | 5             | 1,225       | First Round lost to Ksenia Pervak              |

## Nhà vô địch

#### Đơn nam
Novak Djokovic defeated  Andy Murray, 6–7(2–7), 7–6(7–3), 6–3, 6–2
• It was Djokovic's 6th career Grand Slam singles title and his 4th title at the Australian Open (a record).

#### Đơn nữ
Victoria Azarenka defeated  Li Na, 4–6, 6–4, 6–3
• It was Azarenka's 2nd career Grand Slam singles title and her 2nd (consecutive) title at the Australian Open.

#### Đôi nam
Bob Bryan /  Mike Bryan defeated  Robin Haase /  Igor Sijsling, 6–3, 6–4
• It was Bob and Mike's 13th career Grand Slam doubles title and their 6th title at the Australian Open. The victory also gave them sole possession of the all-time record for Grand Slam men's doubles titles by a team.

#### Đôi nữ
Sara Errani /  Roberta Vinci defeated  Ashleigh Barty /  Casey Dellacqua, 6–2, 3–6, 6–2
• It was Errani's 3rd career Grand Slam doubles title and her 1st title at the Australian Open.
• It was Vinci's 3rd career Grand Slam doubles title and her 1st title at the Australian Open.

#### Đôi nam nữ
Jarmila Gajdošová /  Matthew Ebden defeated  Lucie Hradecká /  František Čermák, 6–3, 7–5
• It was Gajdošová's 1st career Grand Slam mixed doubles title.
• It was Ebden's 1st career Grand Slam mixed doubles title.

### Trẻ

#### Boys' Singles
Nick Kyrgios defeated  Thanasi Kokkinakis 7–6(7–4), 6–3

#### Girls' Singles
Ana Konjuh defeated  Kateřina Siniaková 6–3, 6–4

#### Boys' Doubles
Jay Andrijic /  Bradley Mousley defeated  Maximilian Marterer /  Lucas Miedler 6–3, 7–6(7–3)

#### Girls' Doubles
Ana Konjuh /  Carol Zhao defeated  Oleksandra Korashvili /  Barbora Krejčíková 5–7, 6–4, [10–7]

### Quần vợt xe lăn

#### Wheelchair Men's Singles
Shingo Kunieda defeated  Stéphane Houdet 6–2, 6–0

#### Wheelchair Women's Singles
Aniek van Koot defeated  Sabine Ellerbrock 6–1, 1–6, 7–5

#### Wheelchair Quad Singles
David Wagner defeated  Andrew Lapthorne 2–6, 6–1, 6–4

#### Wheelchair Men's Doubles
Michaël Jeremiasz /  Shingo Kunieda defeated  Stefan Olsson /  Adam Kellerman 6–0, 6–1

#### Wheelchair Women's Doubles
Jiske Griffioen /  Aniek van Koot defeated  Lucy Shuker /  Marjolein Buis 6–4, 6–3

#### Wheelchair Quad Doubles
David Wagner /  Nicholas Taylor defeated  Andrew Lapthorne /  Anders Hard 6–2, 6–3